# Pavetta peninsularis
Pavetta peninsularis är en måreväxtart som beskrevs av Cornelis Eliza Bertus Bremekamp. Pavetta peninsularis ingår i släktet Pavetta och familjen måreväxter. Inga underarter finns listade i Catalogue of Life.